# シップロック
シップロック（英語: Shiprock、ナバホ語: Tsé Bitʼaʼí）は、アメリカ合衆国ニューメキシコ州北西部のサンフアン郡ナバホ自治区にある岩山。標高は2188メートルだが、麓の平地からの比高は482メートルほど。
山名は19世紀のクリッパー型帆船に形が似ていることに因み、米国地質調査所は1870年代からこれを使用している。
この岩山は、2700万年前に活動した火山の火道が冷却固化し、侵食に耐えて地表に露出した岩頸と呼ばれる地形である。放射状に伸びる何本かの岩脈を伴う。

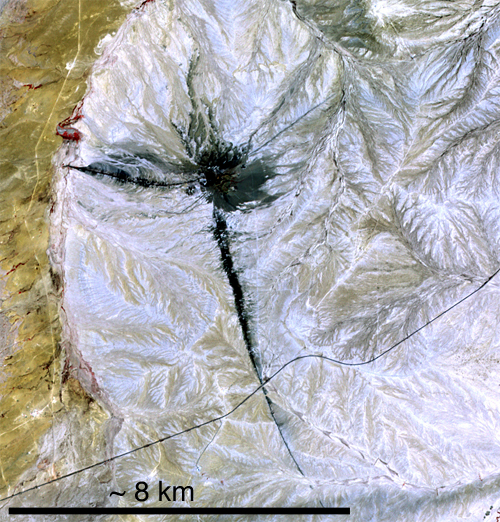
衛星写真。中心左上がシップロック。西と南に岩脈が延びている

人との関係面では、アナサジと呼ばれる古代アメリカ先住民族文化を持ったプエブロ族が活動した地域にある。ナバホ族にとり、この岩峰と周囲は宗教的・歴史的に大変重要で神話や伝説に満ちている。
シップロックは、ロッククライマーや写真家を惹きつける。初登頂記録は1939年のシエラクラブ・パーティーで、その後7ルートが開拓されたが大変難しいもので、それだけに多くのクライマーの挑戦を受けることになったが、ナバホ自治区は登頂を違法とみなしている。登頂が違法であるのは、ナバホ族にとっての神聖な精霊がシップロックの頂に住んでいるからである。
米国で唯一4州が1点で交わる地点に近く、最寄りの都市ファーミントンに地方空港がある。
2013年の米映画「ローン・レンジャー」のラストシーンに写る岩山である。